# Rainer G. Rümmler

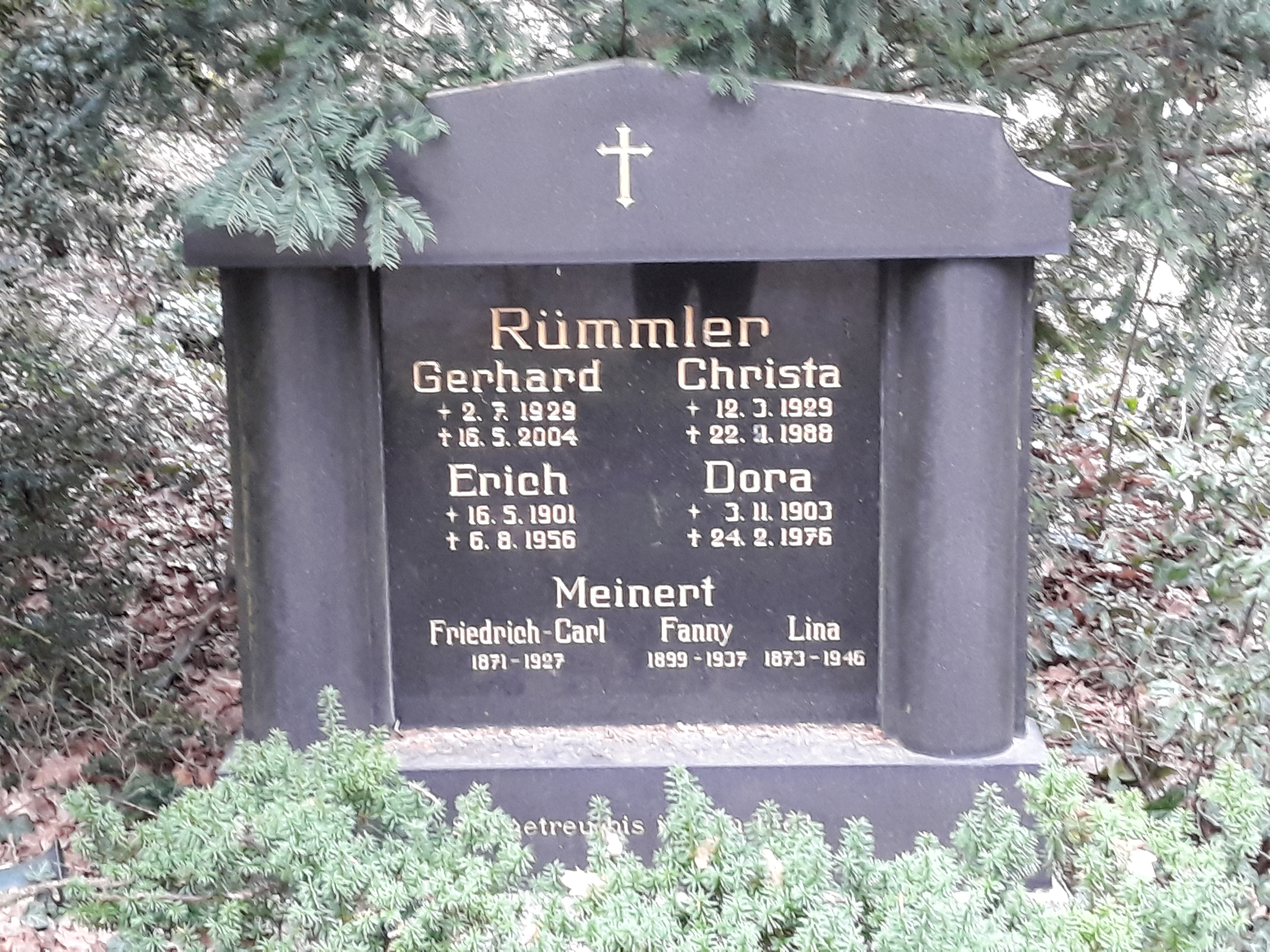
Das Grab von Rainer G. Rümmler und seiner Ehefrau Christa im Familiengrab auf dem Friedhof In den Kisseln in Berlin-Falkenhagener Feld

Rainer G. Rümmler (eigentlich: Reinhard Erich Gerhard Rümmler, * 2. Juli 1929 in Leipzig; † 16. Mai 2004 in Berlin) war ein deutscher Architekt und Baubeamter. Er gestaltete eine große Anzahl Berliner U-Bahnhöfe.

## Leben
Am 2. Juli 1929 wurde Rümmler im Leipziger Stadtteil Möckern geboren. Aufgrund mehrerer Versetzungen seines Vaters besuchte Rümmler Schulen in Plauen, Berlin-Weißensee, Lissa (Posen) und Berlin-Spandau. Dort schloss er seine Schulzeit 1948 mit dem Abitur am Freiherr-vom-Stein-Gymnasium ab.
Ab Herbst 1948 studierte Rümmler dann Architektur an der Technischen Hochschule Berlin. Er belegte hierbei unter anderem Seminare bei Willy Kreuer, Hans Hertlein und Hans Scharoun. Sein Diplom erlangte Rümmler 1954.
Bereits seit 1953 war Rümmler beim Bezirksamt Berlin-Spandau in der Hochbauabteilung beschäftigt. Eine Oberschule in Berlin-Siemensstadt wurde hier zu seinem ersten realisierten Gebäude. 1956 wechselte Rümmler als Regierungsbaureferendar in die Berliner Senatsverwaltung für Bau- und Wohnungswesen. Diese Anstellung endete 1958 mit der Großen Staatsprüfung für höhere technische Verwaltungsbeamte. Danach arbeitete Rümmler kurz in einem privaten Atelier und bei der Bundesbaudirektion, bevor er 1959 wieder bei der Senatsverwaltung für Bau- und Wohnungswesen beschäftigt wurde. Dort zum Regierungsbauassessor ernannt, war er Stellvertreter von Bruno Grimmek, dem Leiter der Planungs- und Entwurfsgruppe.
Im Jahr 1960 wurde Rümmler zum Baurat ernannt, 1964 zum Oberbaurat befördert. Mit der Ernennung zum Oberbaurat wurde Rümmler 1964 mit der Leitung einer Unterabteilung betraut. Hier war er zuständig für die Bereiche Entwurf Hochbau- und Denkmalpflegemaßnahmen, Entwurf Hochbaumaßnahmen für den Verkehr, Bauleitung von Verkehrshochbau- und Verkehrsausbaumaßnahmen sowie für die Fachtechnik. Die weiteren Karriereschritte waren 1968 die Ernennung zum Baudirektor und 1971 zum Leitenden Baudirektor. 1994 verabschiedete sich Rümmler aus dieser Position in den Ruhestand.
Am 16. Mai 2004 verstarb Rümmler im Alter von 74 Jahren in Berlin. Er wurde auf dem Friedhof „In den Kisseln“ in Berlin-Spandau beigesetzt.

## Werk
Bekannt wurde Rümmler nicht mit seinem eigentlichen Vornamen „Reinhard Erich Gerhard“, sondern unter „Rainer Gerhard“. Rümmler selbst benutzte meist „Rainer G.“, aber auch unter „Gerhard Rainer“ oder nur unter „Gerhard“ hat er veröffentlicht.
Das Hauptwerk Rümmlers sind die in großer Zahl von ihm gestalteten Bahnhöfe der Berliner U-Bahn. Die Bedeutung, die Alfred Grenander für die zweite Entwicklungsepoche der Berliner Hoch- und Untergrundbahn erlangte, fiel in deren dritten Epoche Rümmler zu.
Von Mitte der 1960er bis Mitte der 1990er Jahre gestaltete Rümmler annähernd alle neu erbauten U-Bahnhöfe. In seinen ersten Entwürfen orientierte sich Rümmler noch an der Gestaltung seines Vorgängers Alfred Grenander, der daran interessiert war, der Berliner U-Bahn ein einheitliches Erscheinungsbild zu geben. So entwarf Rümmler beispielsweise den U-Bahnhof Ullsteinstraße mit den für Grenander typischen Fliesen in monochromer Farbgebung. In seiner späteren Schaffensperiode stellte Rümmler das Einzelbauwerk in den Vordergrund, indem er für seine Arbeit meist das Umfeld oder den Stationsnamen als Ausgangspunkt nahm und daraus die Gestaltung ableitete. Bei seinen ersten Entwürfen erfolgte dieses Thema noch sehr dezent. Am U-Bahnhof Bayerischer Platz ließ er die Wände in Anlehnung an die bayrischen Landesfarben mit blauen und weißen Asbestzementplatten verkleiden. In den 1980er Jahren wurde die Gestaltung immer pompöser. Einige Kritiker bemängelten, dass die eigentliche Funktion des U-Bahnhofs teilweise in den Hintergrund trat und die Gestaltung mehr an „Theaterkulissen“ denn an Verkehrsbauten erinnere. Neben den ausschließlich unterirdischen Bahnhöfen kann Rümmlers Schaffen für die Berliner U-Bahn in Empfangsgebäuden oder Zugangsbauwerken auch an der Oberfläche begutachtet werden, wie bei der Gestaltung des Empfangsgebäudes für den U-Bahnhof Fehrbelliner Platz (1967–1971). Bei den U-Bahnhöfen auf der Erweiterung der Linie U7 Richtung Spandau lässt sich am besten das Hauptwerk Rümmlers erkennen. So beispielsweise an der Station Paulsternstraße, für die sich Rümmler an der Umgebung des Bauwerkes im 18. Jahrhundert orientierte, oder am U-Bahnhof Rathaus Spandau, der sich in seiner Gestaltung an einem Ratskeller orientiert.
Beim letzten von Rümmler gestalteten U-Bahnhof, dem Bahnhof Hermannstraße, wandte er sich einem eher zeitlos sachlichen Stil zu, wobei die Gründe hierfür sicherlich in den eingeschränkten finanziellen Möglichkeiten des wiedervereinigten Berlins lagen. Andererseits ist der Anlass hier in den benachbarten „Grenander-Stationen“ zu suchen. Der Umgang mit der langen Geschichte des Bahnhofsrohbaus fand allgemein Anerkennung. Zwischen den Fliesen ordnete Rümmler an einigen Stellen verglaste Bereiche an, so dass die Beschriftungen aus der Zeit des Zweiten Weltkriegs, in der der Rohbau als Luftschutzraum diente, zur Mahnung erhalten blieben.
Neben den U-Bahnhöfen entwarf Rümmler weitere vom Land Berlin errichtete Gebäude. Dies waren Feuerwachen, Betriebswerke, Verwaltungsgebäude und ähnliches. Die von ihm entworfene Raststätte Dreilinden ist eines der wenigen Gebäude der Stilrichtung Pop-Architektur in Berlin und steht somit unter Denkmalschutz.
Sein Name ist gleichfalls mit den „Rümmlerbrunnen“ verbunden, jene streng funktionalen Straßenbrunnen aus den 1960er Jahren, die der Wasserversorgung in Notfällen dienen. In Zeiten des Kalten Krieges in Vielzahl aufgestellt, schwinden sie nach 50 Jahren Betriebszeit langsam wieder aus dem Stadtbild. Das Design stammte von Fridtjof Schliephacke, aber in dieser Form auf den Straßen eingeführt wurden sie durch Baudirektor Rümmler als dem damaligen Leiter der Straßenbaudirektion beim Senat.

Beispiele für Rümmler-Bauten in 25 Jahren
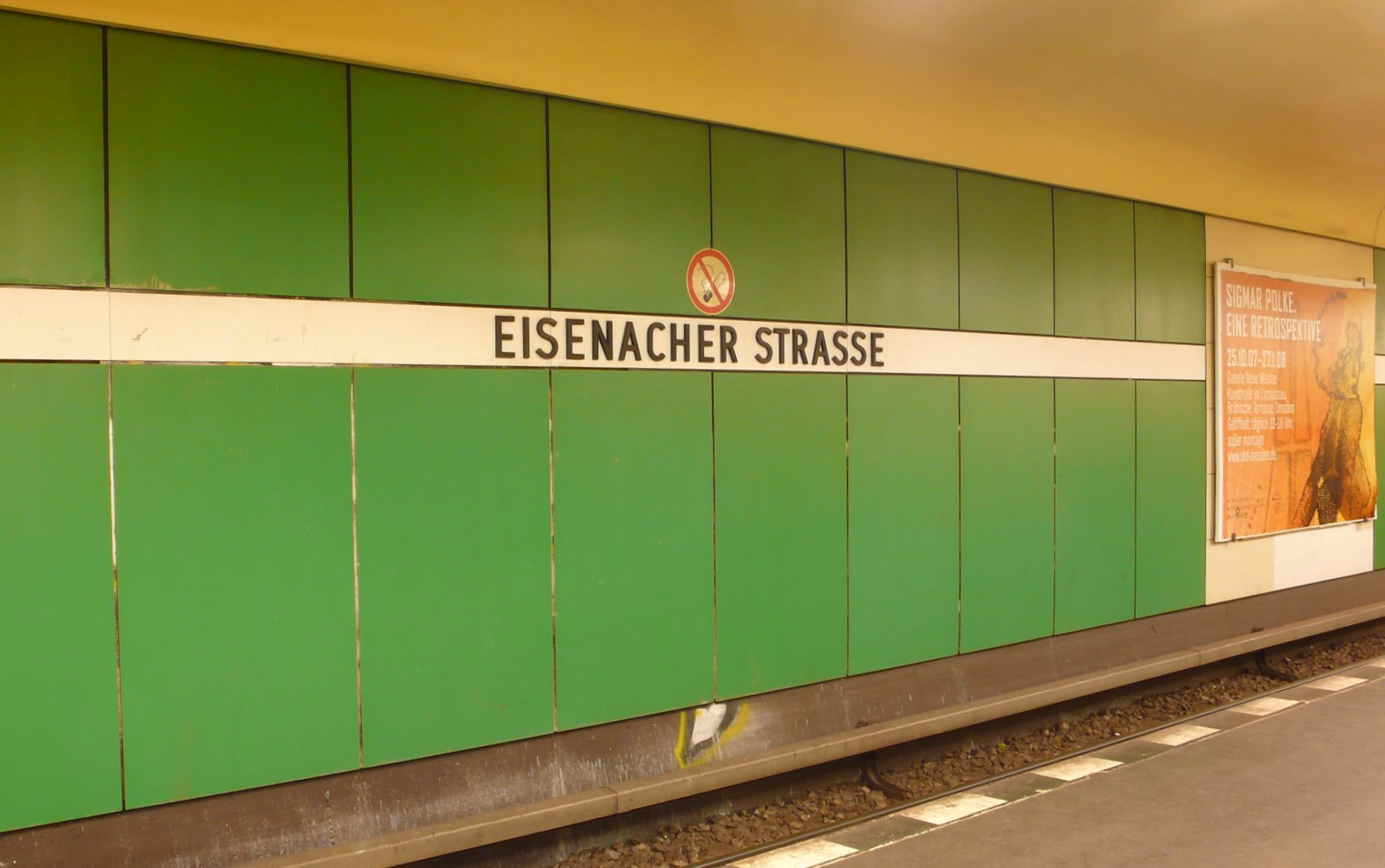
1971: U-Bahnhof Eisenacher Straße
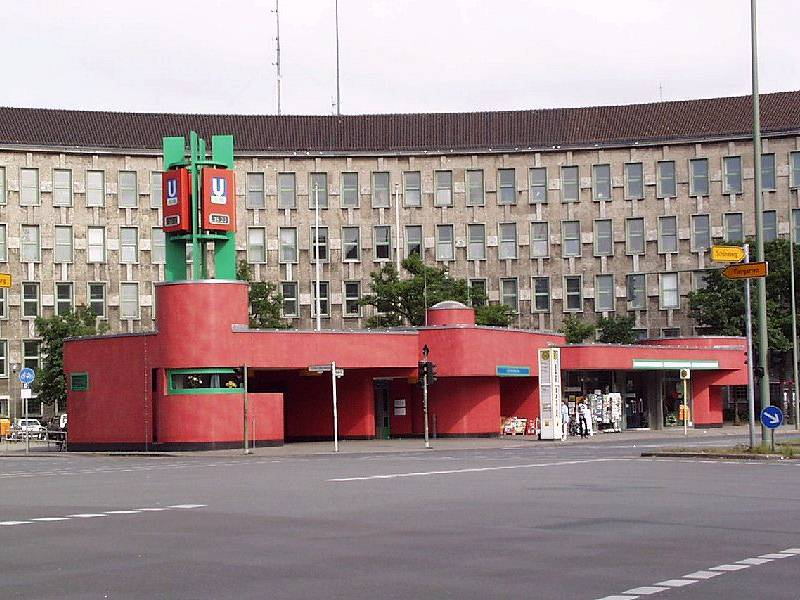
1967–1971: U-Bahnhof Fehrbelliner Platz
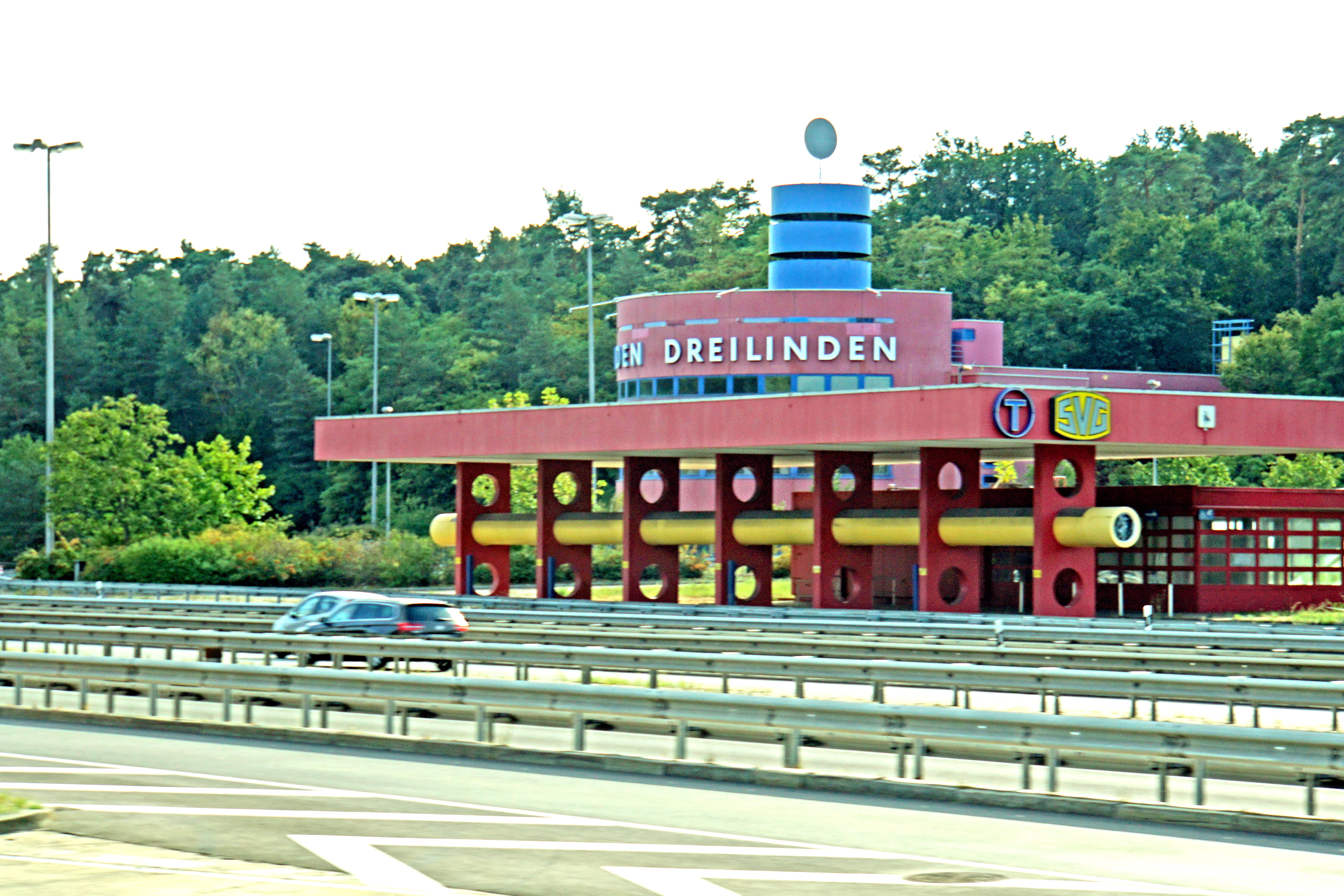
1973: Alliierter Checkpoint Bravo
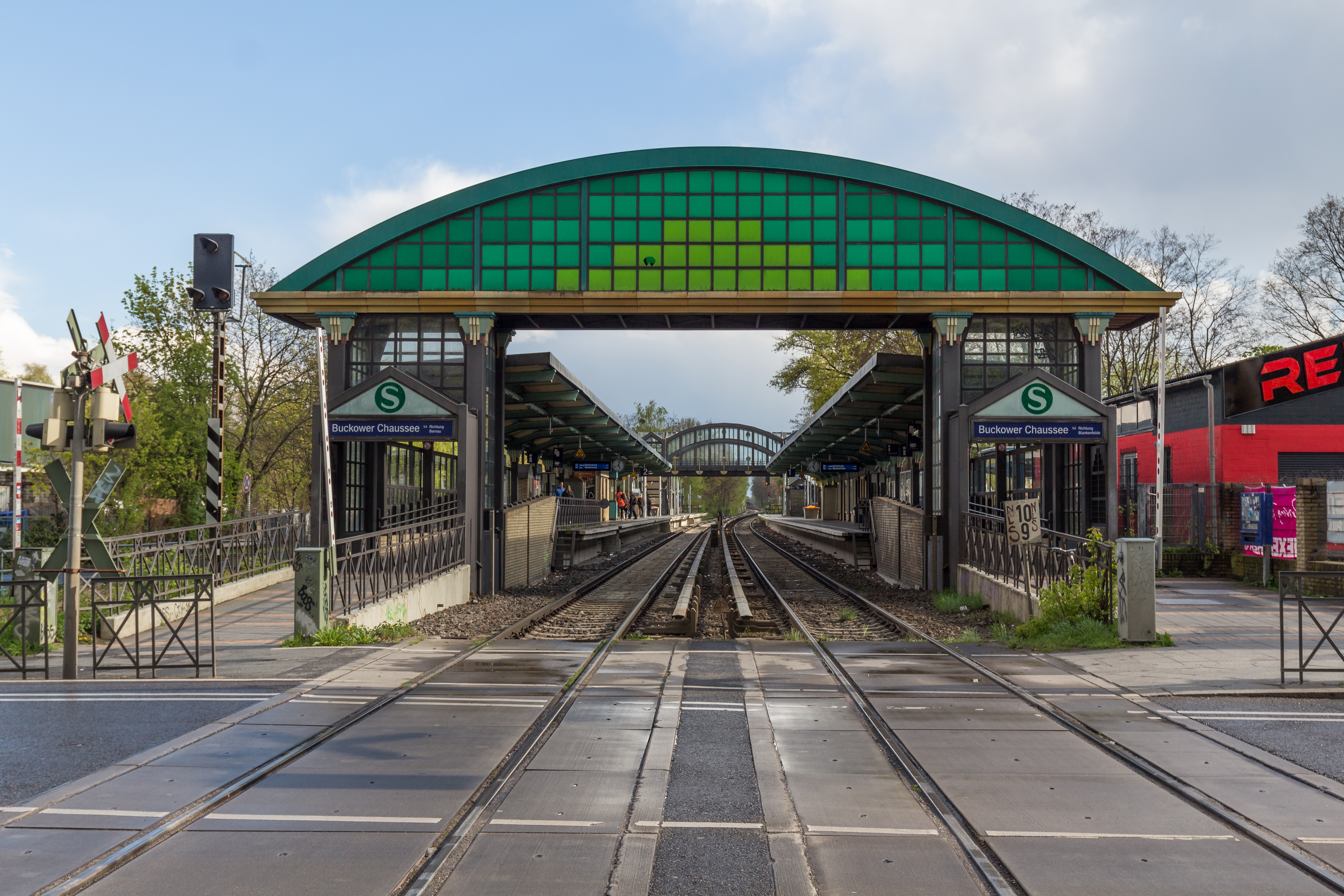
1990: S-Bahnhof Buckower Chaussee
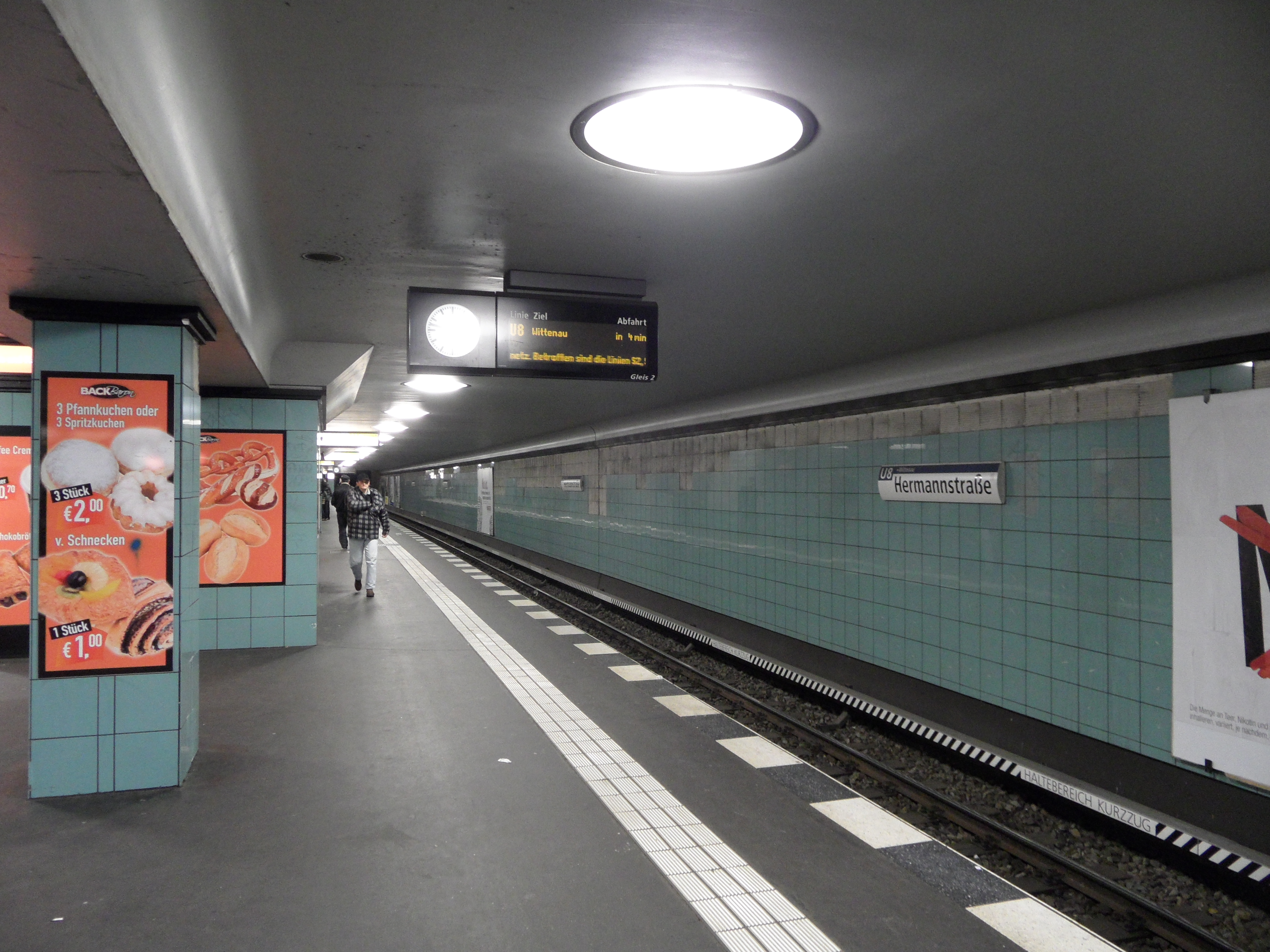
1996: U-Bahnhof Hermannstraße (vor der Sanierung)

## Ausgeführte Bauten (Auswahl)

### Öffentlicher Personennahverkehr
- 1964: Umgestaltung des U-Bahnhofs Mehringdamm, (U6, U7, Original von Alfred Grenander)
- 1965–1969: Autobahnbushaltestelle Albrechtstraße, Autobahn A103, Hermann-Ehlers-Platz Ecke Düppelstraße, Berlin-Steglitz, (Entwurf 1965–1967, Ausführung 1969)
- 1966: U-Bahnhof Möckernbrücke (U7)
- 1966: U-Bahnhof Kaiserin-Augusta-Straße (U6)
- 1966: U-Bahnhof Ullsteinstraße (U6)
- 1966: U-Bahnhof Westphalweg (U6)
- 1966: U-Bahnhof Alt-Mariendorf (U6)
- 1967–1971: U-Bahnhof und Empfangsgebäude Fehrbelliner Platz (U7, Zwischengeschoss inzwischen umgestaltet)
- 1968–1969: Autobahnbushaltestelle Bundesallee, Autobahn A 100, Bundesplatz, Wilmersdorf (Entwurf 1968, Ausführung 1969)
- 1970: U-Bahnhof Johannisthaler Chaussee (Gropiusstadt) (U7, originale Eingangshallen nicht mehr vorhanden)
- 1970: U-Bahnhof Lipschitzallee (U7)
- 1970: U-Bahnhof Wutzkyallee (U7)
- 1970: U-Bahnhof Zwickauer Damm (U7)
- 1971: U-Bahn-Betriebswerkstatt Britz Süd
- 1971: U-Bahnhof Yorckstraße (U7)
- 1971: U-Bahnhof Kleistpark (U7)
- 1971: U-Bahnhof Eisenacher Straße (U7)
- 1971: U-Bahnhof Bayerischer Platz (U7, südliches Eingangsgebäude 2013 abgerissen)
- 1971: U-Bahnhof Berliner Straße (U7, U9)
- 1971: U-Bahnhof Blissestraße (U7, Wände inzwischen umgestaltet)
- 1971: U-Bahnhof Güntzelstraße (U9)
- 1971: U-Bahnhof Bundesplatz (U9, Gestaltung nicht erhalten)
- 1971: U-Bahnhof Friedrich-Wilhelm-Platz (U9)
- 1971: U-Bahnhof Walther-Schreiber-Platz (U9)
- 1972: U-Bahnhof Rudow (U7)
- 1974: U-Bahnhof Rathaus Steglitz (U9)
- 1974/1978: Bushaltestelle am Flughafen Tegel[3]
- 1976: U-Bahnhof Nauener Platz (U9)
- 1976–1977: U-Bahnhof Osloer Straße (U8, U9)
- 1977: U-Bahnhof Pankstraße (U8)
- 1978: U-Bahnhof Konstanzer Straße (U7)
- 1978: U-Bahnhof Adenauerplatz (U7, Gestaltung nicht erhalten)
- 1978: U-Bahnhof Wilmersdorfer Straße (U7)
- 1978: U-Bahnhof Bismarckstraße (U2, U7, obere Bahnsteige mittlerweile umgestaltet)
- 1978: Neubau U-Bahnhof Richard-Wagner-Platz (U7)
- 1980: U-Bahnhof Mierendorffplatz (U7)
- 1980: U-Bahnhof Jungfernheide (U7)
- 1980: U-Bahnhof Jakob-Kaiser-Platz (U7)
- 1980: U-Bahnhof Halemweg (U7)
- 1980: U-Bahnhof Siemensdamm (U7)
- 1980: U-Bahnhof Rohrdamm (U7)
- 1984: U-Bahnhof Paulsternstraße (U7)
- 1984: U-Bahnhof Haselhorst (U7)
- 1984: U-Bahnhof Zitadelle (U7)
- 1984: U-Bahnhof Altstadt Spandau (U7)
- 1984: U-Bahnhof Rathaus Spandau (U7)
- 1987: U-Bahnhof Franz-Neumann-Platz (Am Schäfersee) (U8)
- 1987: U-Bahnhof Residenzstraße (U8)
- 1987: U-Bahnhof Paracelsus-Bad (U8)
- 1988–1992: S-Bahnhof Buckower Chaussee (S2)
- 1994: U-Bahnhof Lindauer Allee (U8)
- 1994: U-Bahnhof Karl-Bonhoeffer-Nervenklinik (U8)
- 1994: U-Bahnhof Rathaus Reinickendorf (U8)
- 1994: Bahnhof Berlin-Wittenau (Wilhelmsruher Damm) (U8)
- 1996: U-Bahnhof Hermannstraße (U8, zusammen mit Alexander Fabian)

### Andere Bauaufgaben
- 1953–1955: 4. Oberschule Siemensstadt, Jungfernheideweg, Siemensstadt[4]
- 1960: Berlin-Pavillon im deutsch-französischen Garten Im Deutschmülental, Saarbrücken[4]
- 1962–1963: Erweiterung der Katholischen Schule St. Ludwig in Wilmersdorf
- 1963: Seitenflügel des Instituts für Pharmazie der Freien Universität Berlin auf dem Gelände des Botanischen Gartens
- 1963–1965: Feuerwache Wittenau (Roedernallee 55, unter Mitarbeit von Dietrich Berger und Förster)
- 1963–1968: Hauptfeuerwache Charlottenburg-Nord (Nikolaus-Groß-Weg, unter Mitarbeit von R. Dübner, E. Marien, S. Kaiser, H. Kretschmer, E. Last und C. Riechert)
- 1963–1966: Auditorium Maximum (ab 1963) und Mensa (ab 1964) der Pädagogischen Hochschule Berlin in Lankwitz[5]
- 1964–1966: Polizeiinspektion Moabit (Invalidenstraße 57) (zusammen mit H. J. Lorenz) unter Einbeziehung des alten „Wissenschaftlichen Theaters“ der Urania, das 1889 eröffnet wurde. Dieser Saal mit seinen alten Deckengemälden gehört durch diese erhaltende Maßnahme zu den wenigen Hinterlassenschaften der alten Berliner Urania.
- 1965–1968: Polizeidirektion 1 – Abschnitt 12, Am Nordgraben, Reinickendorf, mit Hans-Joachim Lorenz
- 1966: Finanzamt Osloer Straße, Gesundbrunnen[4]
- 1968–1973: Alliierter Checkpoint Bravo (Dreilinden): Kontrollgebäude, Raststätte, Tankstellen, Lkw-Abfertigungsrampen (zusammen mit Hans Joachim Schröder)
- 1969: Hallenbad Clayallee, Zehlendorf, Abriss 2006[4]
- 1970er Jahre: Umbau der Zitadelle Spandau[6]
- 1971–1976: Jugendausbildungszentrum Potsdamer Chaussee, Lissabonallee, Nikolassee, mit Rolf Dübner und Werner Klenke
- 1971–1979: Erweiterungsbau Kriminalgericht Moabit, Amtsgericht Tiergarten, Wilsnacker Straße[7]
- 1972–1975: Feuerwache Wannsee (Kronprinzessinnenweg 20, unter Mitarbeit von Rolf Dübner, Siegfried Böhmer, Gerhard Schneider und Alfred Kremser)
- 1974–1975: Verteilerhalle und Fußgängertunnel am ICC, Westend[8]
- 1974–1976: Feuerwache Kreuzberg (Wiener Straße 64–68, unter Mitarbeit von R. Dübner, E. Marien und E. Last)
- 1975–1976: Dozentenhaus der ehemaligen Pädagogischen Hochschule, Berlin-Lankwitz[9]
- 1977: Umbau der Raststätte AVUS (Original von Walther Bettenstaedt)
- 1977–1982: Mensa II, Gebäude der Geisteswissenschaftlichen Institute, Freie Universität Berlin[10]
- 1978: Finanzamt Reinickendorf
- 1978–1980: Brückenmeisterei Seestraßeninsel, Berlin-Moabit[11]
- 1981–1982: Erweiterungsbau Institut für Zahn-, Mund- und Kieferheilkunde (heute: Charité), Nauheimer Straße, Wilmersdorf
- 1982: Parkhaus Stabholzgarten, Berlin-Spandau[4]
- 1982–1983: Oberstufenzentrum Cyclopstraße (Emil-Fischer-Schule und Ernst-Litfaß-Schule), Wittenau[4]
- 1983–1987: Erweiterungsbau Landgericht Charlottenburg (Tegeler Weg 17–20)
- 1988: Feuerwache Kladow (Kladower Damm 367)
- 1994: Raum der Stille, Brandenburger Tor, nördliches Torhaus, Pariser Platz, Mitte[4]

## Schriften
- Fünf neue U-Bahnhöfe in Berlin. In: Bauwelt, 69. Jg. 1978, Heft 33 (vom 1. September 1978), S. 1206–1208.
- U-Bahnbau ab 1950. In: Berlin und seine Bauten. Teil X, Band B: Anlagen und Bauten für den Verkehr, (1): Städtischer Nahverkehr. Wilhelm Ernst & Sohn, Berlin 1979, ISBN 3-433-00842-6, S. 78–99.
- Gestaltung von U-Bahnhöfen. U-Bahnlinie 7 erreicht den Bezirk Spandau von Berlin, S. 10–13. (Sonderdruck aus Berliner Bauwirtschaft. Sonderheft: Berliner Bauwochen 1980).
- Senator für Bau- und Wohnungswesen (Hrsg.): Gestaltung von fünf U-Bahnhöfen der Linie 7. Anreize zur Erarbeitung einer Gestaltung des unverwechselbaren „Ortes U-Bahnhof“. Verlängerung der U-Bahnlinie 7 bis Bahnhof Rathaus Spandau, S. 25–29. (Sonderdruck aus Berliner Bauwirtschaft. Heft 18/1984).
- Mit Wolfgang Kramer et al.: U-Bahnlinie 8. Verlängerung in Richtung Norden. In: Senatsverwaltung für Bau- und Wohnungswesen (Hrsg.): Berlin baut, Band 15. Berlin 1994.